# Tự tử bằng cách treo cổ
Tự tử bằng cách treo cổ là hành động cố ý tự sát bằng tự thắt cổ vào thòng lọng của dây thừng và treo trên một điểm cao, thòng lọng thắt lại do trọng lượng của nạn nhân.
Treo cổ thường được coi là một phương pháp tự sát đơn giản, không đòi hỏi kỹ thuật phức tạp; tuy nhiên, một nghiên cứu về những người cố gắng tự tử bằng cách treo cổ và sống cho thấy nhận thức này có thể không chính xác. Đây là một trong những phương pháp tự tử được sử dụng phổ biến nhất và có tỷ lệ tử vong cao; Gunnell và cộng sự đưa ra một con số ít nhất 70 phần trăm. Các vật liệu cần thiết có sẵn dễ dàng, và một loạt các dây chằng có thể được sử dụng. Do đó, nó được coi là một phương pháp khó ngăn chặn. Trong Phân loại thống kê quốc tế về bệnh và các vấn đề sức khỏe liên quan, tự tử bằng cách treo cổ được phân loại theo mã X70: "Tự làm hại bản thân bằng cách treo cổ, siết cổ và nghẹt thở." 
Hành vi treo cổ tự tử được chia thành treo lơ lửng và hiếm hơn, treo và dây bị đứt dây và rơi xuống.⁠ Việc tự treo cổ cuối cùng có thể giết chết người tự sát theo nhiều cách khác nhau. Những người sống sót do dây treo bị đứt hoặc do bị phát hiện và cắt đứt có thể phải đối mặt với một loạt các chấn thương nghiêm trọng, bao gồm thiếu máu não (có thể dẫn đến tổn thương não vĩnh viễn), gãy thanh quản, gãy cột sống cổ, gãy xương đòn, rách họng và chấn thương động mạch cảnh. Ron M. Brown viết rằng việc treo cổ có một "lịch sử biểu tượng khá mơ hồ và phức tạp". Có những bình luận về việc treo cổ, và nó có nhiều cách hiểu văn hóa khác nhau. Trong suốt chiều dài lịch sử, nhiều người nổi tiếng đã chết vì tự tử bằng cách treo cổ.